# Moore Theatre
Moore Theatre – ośrodek kultury, teatr znajdujący się na rogu ulicy 1932 2nd Ave w centrum Seattle w stanie Waszyngton. Jest najstarszym, ciągle działającym teatrem na terenie miasta. Moore Theatre jest gospodarzem wielu występów muzycznych, przedstawień teatralnych, spektakli oraz wykładów. Obecnie jest obsługiwany przez grupę Seattle Theatre Group, która zajmuje się również prowadzeniem 2803-osobowego Paramount Theatre oraz Neptune Theater.

## Historia
Budynek został zbudowany w roku 1907 przez Jamesa A. Moore’a, miejscowego dewelopera. Zaprojektowany został przez E.W. Houghtona. Moore Theatre na początku lat 20 pełnił rolę miejsca bardzo popularnego wśród tzw. elity Gilded Age. Zarówno sam teatr, jak i przylegający hotel, zostały zaprojektowane, aby móc pomieścić turystów odwiedzających Alaska–Yukon–Pacific Exposition. Teatr został otwarty w roku 1907.
W początkowym okresie, teatr był prowadzony przez Johna Corta, późniejszego założyciela teatru na Brodwayu w Nowym Jorku. Bardzo dobrze dobrany program kulturalny, spowodował dużą popularność teatru w latach 30., jednak z czasem miejsce to zaczęło tracić na popularności, zwłaszcza w latach 70.
Teatr i hotel został w roku 1974 umieszczony w National Register of Historic Places. W latach 80., Moore Theatre gościł wielu wykonawców muzycznych, a także wystawiał sztuki teatralne. Obecnie teatr może pomieścić niespełna 1.400 widzów.

## Architektura
Budynek zbudowany jest z żelbetu, posiadającego także dużą stalową belkę szerokości domu, utrzymującą ciężar balkonów. Fasada budynku wykonana jest z białych płytek ceramicznych i terakoty. Teatr jest mieszanką elementów utrzymanych w stylu bizantyńskim i włoskim. Podobnie jak większość teatrów, powierzchowność jest stosunkowo prosta i stylistycznie neutralna w stosunku do ekstrawaganckiego wnętrza.
Ogólny obszar pomieszczeń budynku, był jednym z największych na terenie wszystkich teatrów znajdujących się w Seattle. Teatr posiada bardzo liczne garderoby, oraz charakteryzuje się innowacyjną architekturą, przyozdobioną wystawnymi wystrojami pomieszczeń. Architekt E.W. Houghton zaprojektował również Seeley Theatre znajdujący się w Pomeroy. Podobnie jak Moore Theatre, Seeley który obecnie może pomieścić 270 osób, posiada stalowy dźwigar wspierający balkon, bez potrzeby wsparcia kolumn.

## Kultura popularna

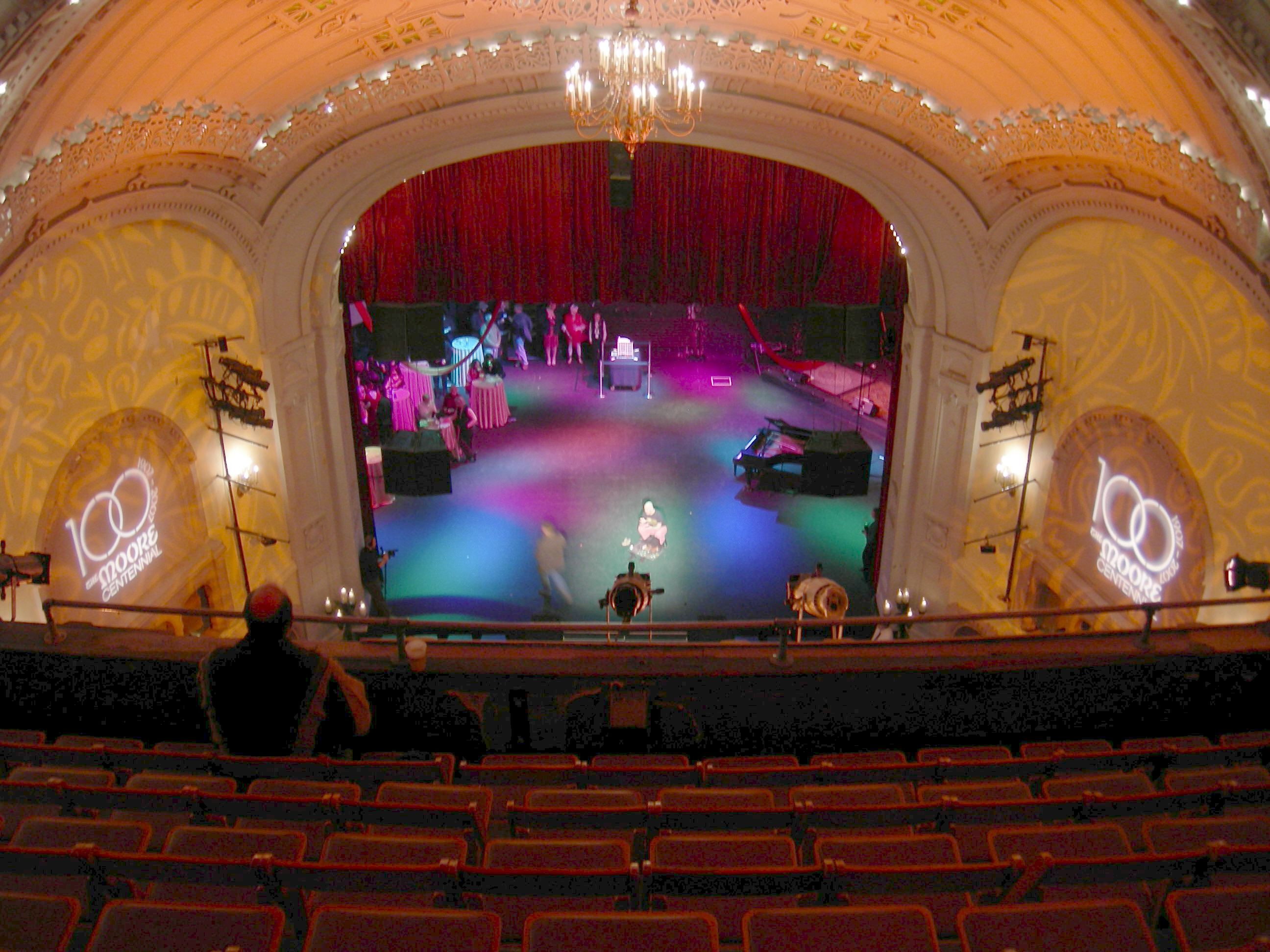
Wnętrze Moore Theatre, 2007

- Album grupy The Who Tommy wydany w 1969 roku o charakterze opery rockowej, został scenicznie wyprodukowany w 1971 roku przez Seattle Opera.
- Album grupy Alice in Chains Live Facelift, został zarejestrowany 22 grudnia 1990 roku w Moore Theatre[6].
- Teledysk grupy Pearl Jam z utworem „Even Flow”, został zarejestrowany podczas koncertu, jaki się odbył w 1992 roku w Moore Theatre.
- Supergrupa Mad Season zarejestrowała w Moore Theatre album koncertowy Live at The Moore, który się odbył 29 kwietnia 1995 roku[7].
- Jeff Tweedy z grupy muzycznej Wilco użył część materiału zarejestrowaną w Moore Theatre na albumie koncertowym Sunken Treasure: Live in the Pacific Northwest.
- Wanda Sykes nakręciła komedię Sick & Tired w Moore Theatre.
- W roku 2002 oraz 2003 odbyły się tutaj dwie edycje festiwalu Progman Cometh, podczas których zarejestrowano 3 albumy koncertowe.
- Zespół Queensrÿche wywodzący się z Seattle, zarejestrował tutaj materiał na dwa albumy koncertowe – Live Evolution (2001) oraz Mindcrime at The Moore (2007)[8][9].
- W roku 2008 zespół Tenacious D zarejestrował tu koncertowe DVD The Complete Masterworks 2.
- James Blunt wystąpił w Moore Theatre podczas światowej trasy koncertowej, promującej album All the Lost Souls.
- Koncertowy album komika Pattona Oswalta Finest Hour został zarejestrowany w Moore Theatre w 2011 roku.